# Campeonato Mundial de Judo de 2023
El XLI Campeonato Mundial de Judo se celebró en Doha (Catar) entre el 7 y el 13 de mayo de 2023 bajo la organización de la Federación Internacional de Judo (IJF) y la Federación Catarí de Judo.
Las competiciones se realizaron en la Arena Ali Bin Hamad Al Attiyah de la capital catarí. 

## Calendario
| Fecha→ Categoría ↓ | Do 07 | Lu 08 | Ma 09 | Mi 10 | Ju 11 | Vi 12 | Sá 13 |
| ------------------ | ----- | ----- | ----- | ----- | ----- | ----- | ----- |
| –60 kg             | ●     |       |       |       |       |       |       |
| –66 kg             |       | ●     |       |       |       |       |       |
| –73 kg             |       |       | ●     |       |       |       |       |
| –81 kg             |       |       |       | ●     |       |       |       |
| –90 kg             |       |       |       |       | ●     |       |       |
| –100 kg            |       |       |       |       |       | ●     |       |
| +100 kg            |       |       |       |       |       |       | ●     |

| Fecha→ Categoría ↓ | Do 07 | Lu 08 | Ma 09 | Mi 10 | Ju 11 | Vi 12 | Sá 13 |
| ------------------ | ----- | ----- | ----- | ----- | ----- | ----- | ----- |
| –48 kg             | ●     |       |       |       |       |       |       |
| –52 kg             |       | ●     |       |       |       |       |       |
| –57 kg             |       |       | ●     |       |       |       |       |
| –63 kg             |       |       |       | ●     |       |       |       |
| –70 kg             |       |       |       |       | ●     |       |       |
| –78 kg             |       |       |       |       |       | ●     |       |
| +78 kg             |       |       |       |       |       |       | ●     |

## Medallistas

### Masculino
| Evento          | Oro                                        | Plata                           | Bronce                                                  |
| --------------- | ------------------------------------------ | ------------------------------- | ------------------------------------------------------- |
| –60 kg (07.05)  | Francisco Garrigós · España                | Dilshodbek Baratov Uzbekistán   | Guiorgui Sardalashvili Georgia Lee Ha-Rim Corea del Sur |
| –66 kg (08.05)  | Hifumi Abe Japón                           | Joshiro Maruyama Japón          | Yondonperenlein Basjüü Mongolia Walide Khyar Francia    |
| –73 kg (09.05)  | Nils Stump · Suiza                         | Manuel Lombardo · Italia        | Soichi Hashimoto Japón Murodjon Yo'ldoshev Uzbekistán   |
| –81 kg (10.05)  | Tato Grigalashvili Georgia                 | Matthias Casse · Bélgica        | Takanori Nagase Japón Lee Joon-Hwan Corea del Sur       |
| –90 kg (11.05)  | Luka Maisuradze Georgia                    | Lasha Bekauri Georgia           | Marcus Nyman · Suecia · Sanshiro Murao · Japón          |
| –100 kg (12.05) | Arman Adamian · AIN                        | Lukáš Krpálek · República Checa | Zelim Kotsoyev Azerbaiyán Peter Paltchik Israel         |
| +100 kg (13.05) | Teddy Riner · Francia · Inal Tasoyev · AIN | —                               | Alisher Yusupov · Uzbekistán · Rafael Silva · Brasil    |

### Femenino
| Evento         | Oro                         | Plata                           | Bronce                                                            |
| -------------- | --------------------------- | ------------------------------- | ----------------------------------------------------------------- |
| –48 kg (07.05) | Natsumi Tsunoda Japón       | Shirine Boukli Francia          | Wakana Koga · Japón · Assunta Scutto · Italia                     |
| –52 kg (08.05) | Uta Abe Japón               | Diyora Keldiyorova Uzbekistán   | Amandine Buchard · Francia · Odette Giuffrida · Italia            |
| –57 kg (09.05) | Christa Deguchi · Canadá    | Haruka Funakubo Japón           | Ljagvatogooguiin Enjriilen · Mongolia · Jessica Klimkait · Canadá |
| –63 kg (10.05) | Clarisse Agbegnenou Francia | Andreja Leški Eslovenia         | Szofi Özbas · Hungría · Joanne van Lieshout · Países Bajos        |
| –70 kg (11.05) | Saki Niizoe Japón           | Giovanna Scoccimarro · Alemania | Michaela Polleres · Austria · Barbara Matić · Croacia             |
| –78 kg (12.05) | Inbar Lanir Israel          | Audrey Tcheuméo Francia         | Guusje Steenhuis · Países Bajos · Alice Bellandi · Italia         |
| +78 kg (13.05) | Akira Sone Japón            | Julia Tolofua Francia           | Beatriz Souza · Brasil · Raz Hershko · Israel                     |

## Medallero
| Núm. | País            | Oro | Plata | Bronce | Total |
| ---- | --------------- | --- | ----- | ------ | ----- |
| 1    | Japón           | 5   | 2     | 4      | 11    |
| 2    | Francia         | 2   | 3     | 2      | 7     |
| 3    | Georgia         | 2   | 1     | 1      | 4     |
| 4    | AIN             | 1   | 1     | 0      | 2     |
| 5    | Israel          | 1   | 0     | 2      | 3     |
| 6    | Canadá          | 1   | 0     | 1      | 2     |
| 7    | España          | 1   | 0     | 0      | 1     |
| 7    | Suiza           | 1   | 0     | 0      | 1     |
| 9    | Uzbekistán      | 0   | 2     | 2      | 4     |
| 10   | Italia          | 0   | 1     | 3      | 4     |
| 11   | Alemania        | 0   | 1     | 0      | 1     |
| 11   | Bélgica         | 0   | 1     | 0      | 1     |
| 11   | Eslovenia       | 0   | 1     | 0      | 1     |
| 11   | República Checa | 0   | 1     | 0      | 1     |
| 15   | Brasil          | 0   | 0     | 2      | 2     |
| 15   | Corea del Sur   | 0   | 0     | 2      | 2     |
| 15   | Mongolia        | 0   | 0     | 2      | 2     |
| 15   | Países Bajos    | 0   | 0     | 2      | 2     |
| 19   | Austria         | 0   | 0     | 1      | 1     |
| 19   | Azerbaiyán      | 0   | 0     | 1      | 1     |
| 19   | Croacia         | 0   | 0     | 1      | 1     |
| 19   | Hungría         | 0   | 0     | 1      | 1     |
| 19   | Suecia          | 0   | 0     | 1      | 1     |
|      | TOTAL           | 14  | 14    | 28     | 56    |